# Manuel da Silva Mendes
Manuel da Silva Mendes (São Miguel das Aves, à época do concelho de Vila Nova de Famalicão, hoje Vila das Aves do concelho de Santo Tirso, 23 de Outubro de 1867 – Macau, 30 de Dezembro de 1931) foi um dos intelectuais mais representativos da história de Macau, no primeiro quartel do século XX. Espírito multifacetado, professor e reitor do Liceu de Macau, advogado, juiz, filósofo, político, sinólogo, escritor, presidente do Leal Senado, teve ainda tempo para se dedicar ao estudo da filosofia taoísta e para se embrenhar nos exigentes meandros da arte chinesa, como erudito e coleccionador. 

## Biografia
Tirou o curso de Direito na Faculdade de Direito da Universidade de Coimbra, terminando o mesmo em 1895, casando nesta mesma cidade com Helena Berta Augusta Domke, de ascendência Alemã, no dia 6 de Abril de 1901, preceptora dos filhos de Bernardino Machado.
Em Vila Nova de Famalicão, chegou a ser presidente da direcção da Real Associação Humanitária dos Bombeiros Voluntários de Vila Nova de Famalicão (1898), dinamizando a banda musical; participou activamente nas campanhas do Partido Republicano em Vila Nova de Famalicão e colaborou na imprensa famalicense, nomeadamente em "O Porvir", "O Minho" e em o "Regenerador". Era amigo dos principais elementos do Partido Regenerador, caso de Santos Viegas ou do Barão de Trovisqueira, publicando-lhes elogios públicos. Exerceu também advocacia em Vila Nova de Famalicão e, nesta fase, publicou em 1896 a obra "Reflexões Jurídicas: acção de processo ordinário: contrato de empreitada". No mesmo ano, ele publicou o livro "Socialismo Libertário ou Anarquismo: história e doutrina", que divulgava ideias anárquicas.

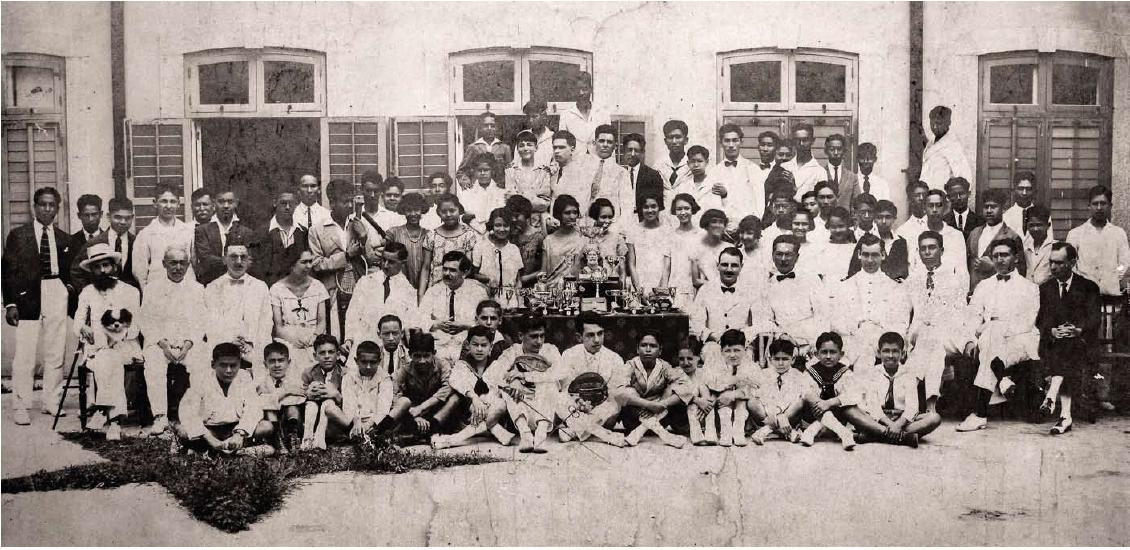
Liceu de Macau-1925

Em 1901, transfere-se para Macau, onde foi professor de Português e Latim no Liceu de Macau (através da influência de Santos Viegas), no qual exerceu o cargo de Reitor-Interino por duas vezes (1904-1907 e 1909-1914, tendo como colegas de docência Camilo Pessanha, José Vicente Jorge, José da Costa Nunes entre outros. Para além da docência, exerceu advocacia, tendo sido juiz de direito e procurador da república. Teve também uma actividade cívico-social e político-cultural de destaque, chegando a ser presidente do Leal Senado, administrador do concelho de Macau e um reputado sinólogo, tendo sido um coleccionador notável da arte chinesa. Aliás, convém destacar, que o Museu Luís de Camões em Macau foi constituído com base no seu espólio particular, o qual foi então adquirido pelo Estado português. Mais tarde este museu deu origem ao actual Museu de Arte de Macau que possui uma colecção de figuras, em larga escala, de cerâmica de Shiwan, produzidas nos anos 20 do século XX, colecção esta que pertenceu a Silva Mendes. Ele visitou amiúde Shiwan para estudar e escrever comentários sobre a cerâmica local e tornou-se assim o primeiro colecccionador do mundo a estudar esta forma de arte. Silva Mendes também foi um coleccionador sistemático de peças Ming e Qing, bem como da cerâmica contemporânea de Shiwan, tendo reunido a primeira colecção do mundo desta cerâmica. Como tal, foram postumamente publicados os seus estudos "Barros de Kuang Tung" (1967) e "Arte Chinesa" (1983). Manteve uma colaboração notável na imprensa macaense, nomeadamente "Vida Nova", "O Macaense", "O Progresso", "A Pátria", "O Jornal de Macau", "A Voz de Macau", assim como também nas revistas "Oriente" e "Revista de Macau". A sua colaboração na imprensa macaense foi reunida em sete volumes por Luís Gonzaga Gomes: "Colectânea de Artigos" (1949-1950) e "Nova Colectânea de Artigos" (1963-1964). 

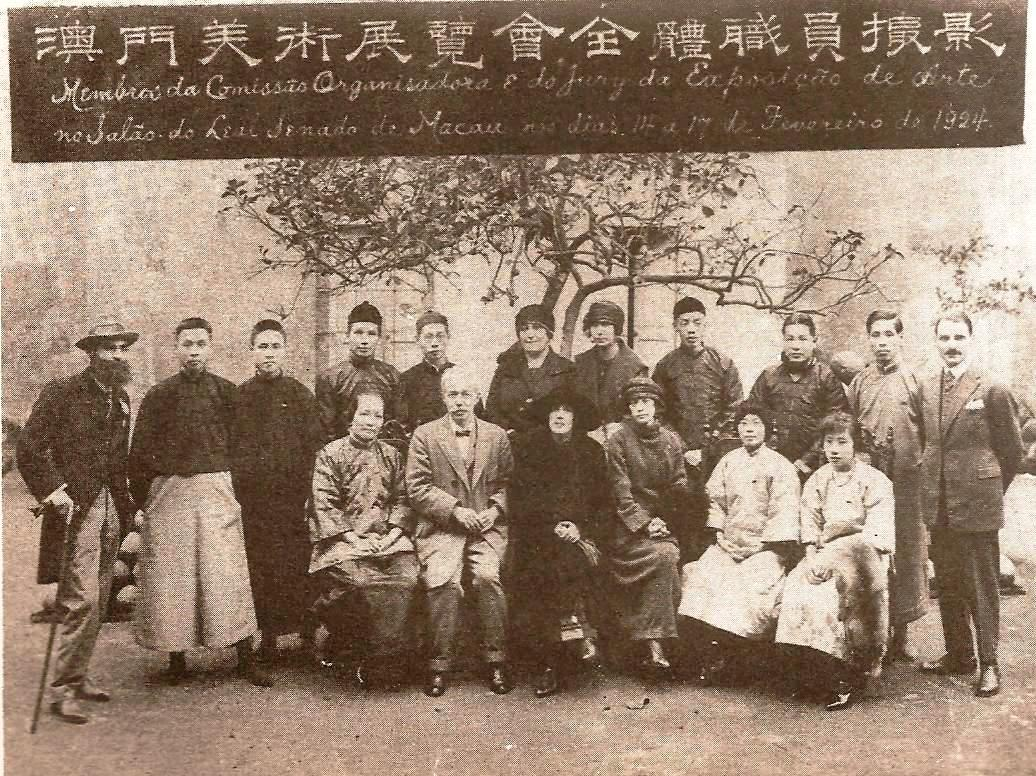
Membros da comissão organizadora e do júri da exposição de arte no Leal Senado de Macau nos dias 14 a 17 de Fevereiro de 1924

Faleceu em Macau a 30 de Dezembro de 1931. A sua antiga residência está classificada como Edifício de Interesse Arquitectónico e localiza-se na Colina da Guia, trata-se de uma construção de estilo neo-clássico, que integra alguns elementos de inspiração militar, tais como ameias, apresentando um aspecto geral sólido e imponente. 
Foi recuperada em 1999 e instalado o Instituto Internacional de Tecnologia de Software da Universidade das Nações Unidas.

### Pensamento filosófico e político
Manuel da Silva Mendes realçou-se, indiscutivelmente, no plano filosófico, como o divulgador das ideias do socialismo libertário ou anarquismo nos finais do século XIX com a obra "Socialismo Libertário ou Anarquismo: história e doutrina". Considerado pelos seus inimigos políticos famalicenses como sendo o mais "ateu", o mais "anarquista" e o mais "vermelho" dos republicanos de Vila Nova de Famalicão (tal como ele próprio relatou no seu texto de memória "Macau: impressões e recordações", com uma edição de 1979 e republicado na "Antologia dos Autores Famalicenses", em 1998), enquanto que nas suas palavras se cognomina de "republicaneiro" do que propriamente um "republicano", o seu livro "Socialismo Libertário ou Anarquismo" (1896) foi considerado por Sampaio Bruno como um "livro notável". Mais recentemente, João Freire defendeu que "a obra de Silva Mendes tem uma informação e um tratamento mais alargado no plano histórico e ideológico" relativamente ao livro de Eltzbacher com o título "As Doutrinas Anarquistas" (1908), aproximando-se do socialismo utópico quando afirma que "é uma utopia formidável ou uma fatalidade social" ou então, "nem defende, nem aconselha, nem aplaude, nem provoca, expõe. E quem pretende simplesmente expor, fica bem atrás da tela." O que poderia ser então uma defesa à lei de 13 de Fevereiro de 1896 contra qualquer actividade anarquista, ameaçando os seus autores com a deportação. Ao longo do livro, Silva Mendes simpatizou-se com Fourier e Bakounine, elogiou Proudhon e manteve com Marx uma postura de recusa e de aproximação, clarificando o ideal do anarquismo individualista. Nesta perspectiva, não será em vão que traduz em 1898 o poema de Schiller "Guilherme Tell", personagem em que revê o individualismo anárquico-metafísico.
Em alguns autores existe a teorização de que não há continuidade no pensamento de Silva Mendes após a sua ida para Macau. Porém, outra teoria mais plausível defende que Silva Mendes encontrou a radicalização do individualismo ético-social do socialismo utópico (a liberdade natural) na filosofia oriental, mais propriamente no taoísmo. Esta ideia pode ser detectada em textos como "Lao-Tzé e a sua Doutrina segundo o Tao-te-King" (1930) ou, mais recentemente, "Sobre Filosofia", que é uma edição organizada por António Aresta. Os seus "Excertos de Filosofia Taoista" (1930) surgiram recentemente em anexo no livro "Meditações Orientais" (2004), uma colectânea de textos de Confúcio e de Lao-Tzé, numa organização de Loureiro Neves. No campo pedagógico, pressupõe Silva Mendes uma reorganização do ensino em Macau, tal como demonstram os textos seleccionados no livro "Instrução Pública em Macau" (1996), que foi organizado por António Aresta.

## Obras
- 1896 – Socialismo Libertario ou Anarchismo: historia e doutrina. V. N. de Famalicão: Typographia Minerva.
- 1897 – “Reformas, Aposentações e Direitos Adquiridos”. In O Porvir. V. N. de Famalicão, Ano 2, n.º 94 (10 Mar.), p. 2.
- 1897 – “Creta”. In O Porvir. V. N. de Fanalicão, Ano 2, n. 97 (31 Mar.), p. 1.
- 1897 – “A Dissolução da Banda dos Bombeiros Voluntários”. In O Porvir. V. N. de Famalicão, Ano 2, n.º 102 (5 Maio), p. 2.
- 1897 – “Canoyas del Castillo”. In O Porvir. V. N. de Famalicão, Ano 2, n.º 116(11 Ago.), p. 2.
- 1897 – “Dr.º Eduardo de Carvalho”. In O Minho. V. N. de Famalicão, n.º 7 (18 Nov.), p. 1.
- 1898 – Guilherme Tell: drama de Schiller. Introd., trad. e anot. por M. Silva Mendes. Famalicão: Typographia Minerva.
- 1898 – “Barão da Trovisqueira”. In O Minho. V. N. de Famalicão, n.º 57 (3 Nov.), p. 1.
- 1900 – “Mgr. Santos Viegas”. In O Regenerador. V. N. de Famalicão, Ano 1, n.º 26 (28 Abr.), p. 1.
- 1900 – “A Questão da China”. In O Regenerador. V. N. de Famalicão, Ano 1, n.º 38 (21 Jul.), p. 2.
- 1908 – Lao-Tze e a sua Doutrina segundo o Tao-te-King. Macau: Imprensa Nacional.
- 1930 – Excertos de Filosofia Taoísta. Macau: Escola de Arte e Ofícios.
- 1949-1950 – Colectânea de Artigos. Justificação, org. Luís Gonzaga Gomes. Macau: “Notícias de Macau”.
- 1963-1964 – Nova Colectânea de Artigos. Compil. Luís Gonzaga Gomes. Macau: “Notícias de Macau”.
- 1979 – Macau, Impressões e Recordações. Pref. Graciete Batalha. Lisboa: Quinzena de Macau.
- 1983 – Arte Chinesa: colectânea de artigos. Macau: Edição do Leal Senado.
- 1996 – A Instrução Pública em Macau. Org., introd. António Aresta; Pref. Maria Edith da Silva. Macau: Direcção dos Serviços

de Educação e Juventude.
- 1998 – “Impressões e Recordações de Macau”. In Antologia de Autores Famalicenses. Vila Nova de Famalicão: Câmara

Municipal, pp. 393-403.
- s. d. – Sobre Filosofia. Macau: Leal Senado.
- 2006 – Socialismo Libertario ou Anarchismo: historia e doutrina. Prof. João Freire. Lisboa: Letra Livre. Edição Fac-similada.

## Ligações Externas
- Silva Mendes e o exercício da cidadania - Jorge A.H. Rangel
- Manuel da Silva Mendes - António Aresta
- Manuel da Silva Mendes II - António Aresta
- O Governador Horta e Costa - António Aresta
- Deolinda da Conceição - escritora e jornalista de Macau 1914-1957
- Coleccionismo em Macau
- Colecção de Esculturas em Cerâmica Shiwan de Silva Mendes no Museu de Arte de Macau
- O Liceu de Macau - Viagem a partir de uma fotografia
- 1º Reitor do liceu de Macau - José Gomes da Silva
- Professor Fernando Lara Reis
- Em busca do Inominado: Silva Mendes e sua reescrita de alguns trechos do Dao De Jing e do Nan Hua Jing - Erasto Santos Cruz